# Brown-sziget (Washington)
A Brown-sziget az Amerikai Egyesült Államok Washington államának San Juan megyéjében fekszik.
A sziget névadója John G. Brown, a Wilkes-expedíció navigációs eszközeinek szerelője.

## Fordítás
- Ez a szócikk részben vagy egészben  a   Brown Island, Washington című angol Wikipédia-szócikk ezen változatának fordításán alapul.  Az eredeti cikk szerkesztőit annak laptörténete sorolja fel. Ez a jelzés csupán a megfogalmazás eredetét és a szerzői jogokat jelzi, nem szolgál a cikkben szereplő információk forrásmegjelöléseként.